# Südpark (Düsseldorf)

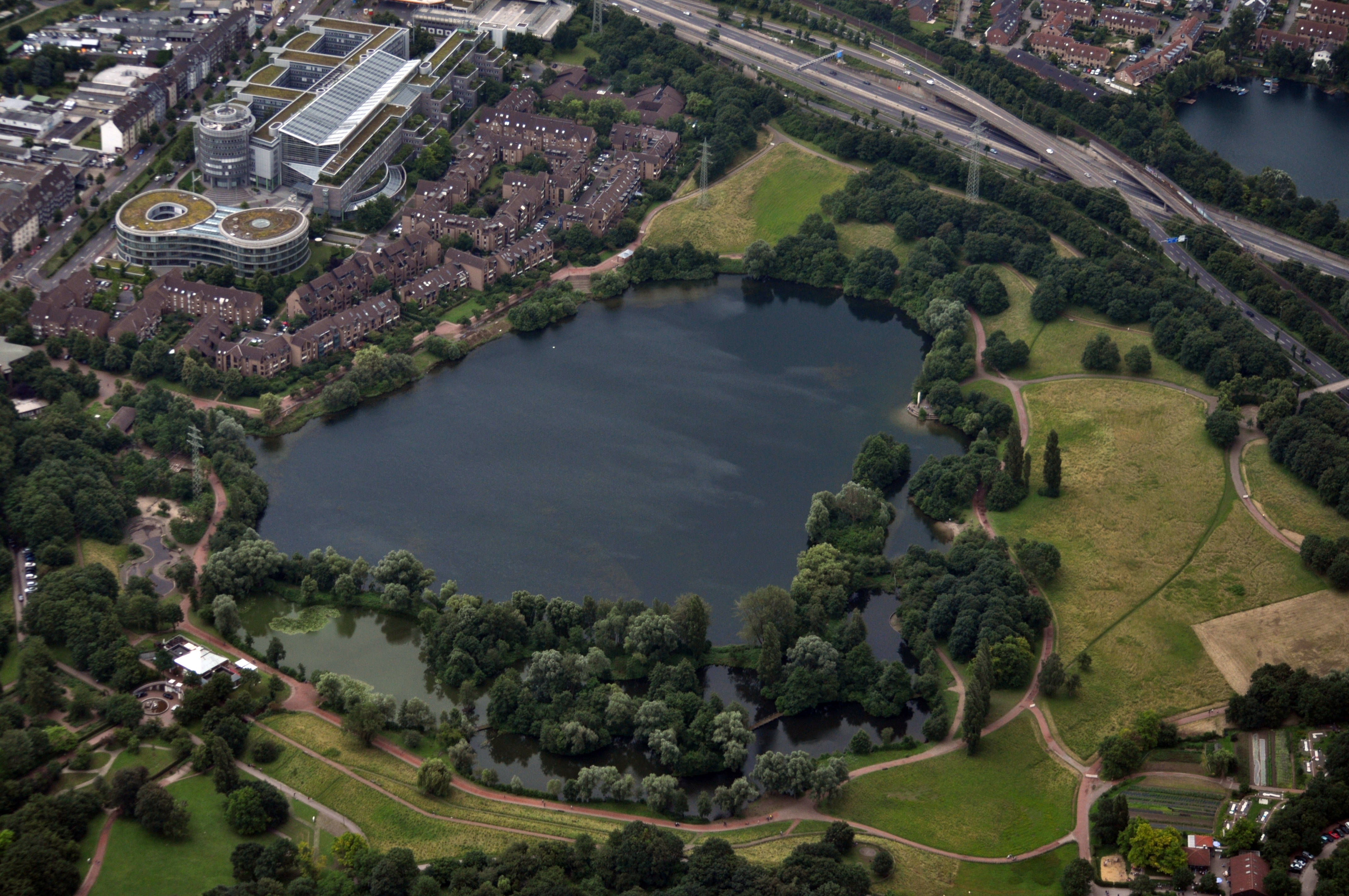
See im Südpark, Düsseldorf

Der Südpark ist mit 70 Hektar Fläche die größte und auch meistbesuchte Parkanlage der nordrhein-westfälischen Landeshauptstadt Düsseldorf. Er entstand nach Entwürfen der Planungsgruppe Südpark zur Bundesgartenschau 1987 durch Erweiterung des vorhandenen Volksgartens um neue, auf vormaligem Brachland angelegte Parkanlagen. Der so entstandene Südpark besteht aus drei unterschiedlich gestalteten Bereichen.

## Lage

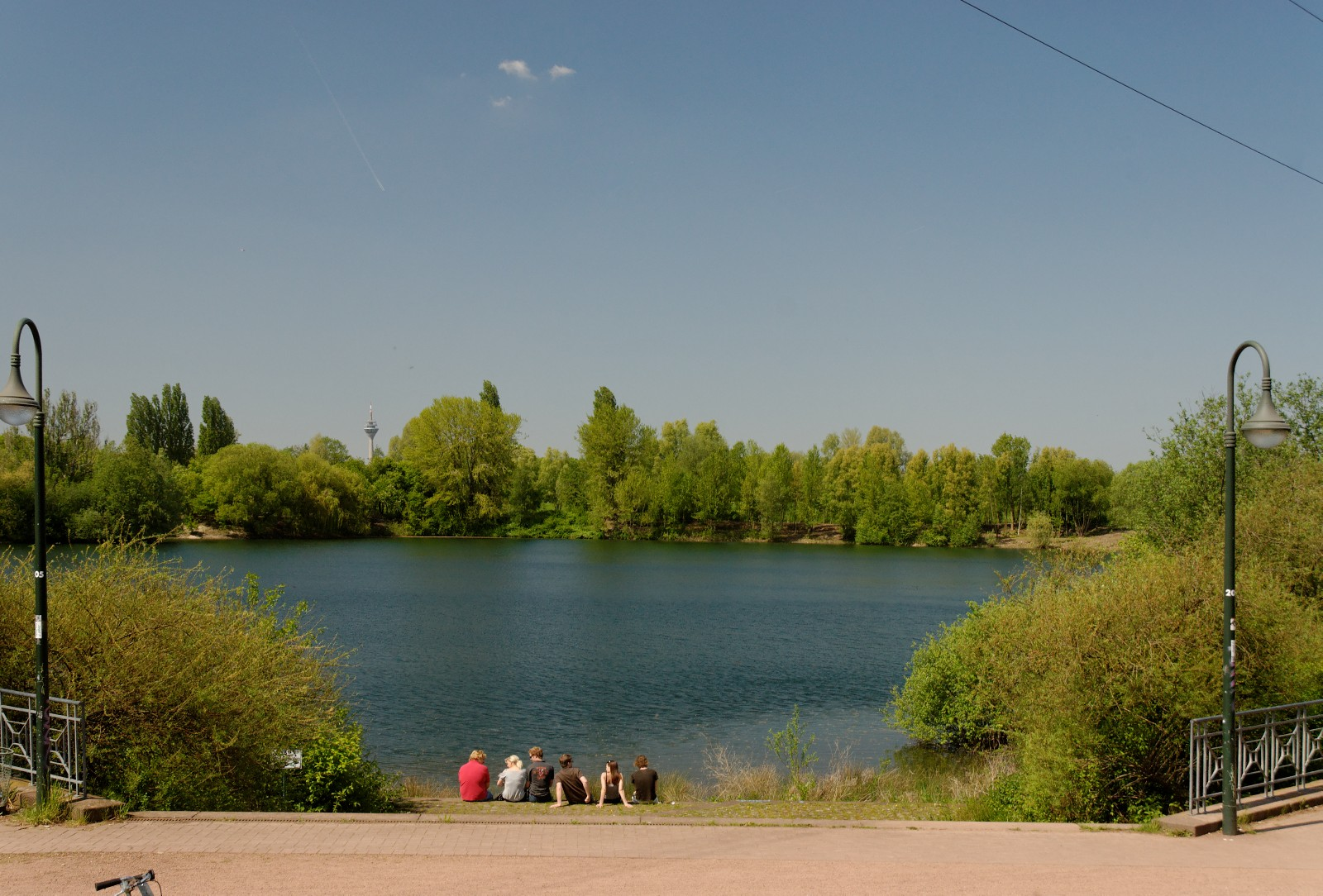
Deichsee

Der Südpark liegt in den südöstlich der Innenstadt gelegenen Stadtteilen Oberbilk und Wersten. Er wird begrenzt von mehreren wichtigen Verkehrssträngen. So verläuft im Norden die Bahnstrecke nach Köln, im Osten die Siegburger Straße und daran anschließend die Kölner Landstraße. Dort befindet sich auch die Veranstaltungsstätte Mitsubishi-Electric-Halle, ehemals Philipshalle. Südlich begrenzt die hier im Trog verlaufende Bundesautobahn 46 die Parkfläche. Im Westen grenzt der Südpark unmittelbar an den Stoffeler Friedhof. Dahinter liegt der Stadtteil Bilk.

## Geschichte

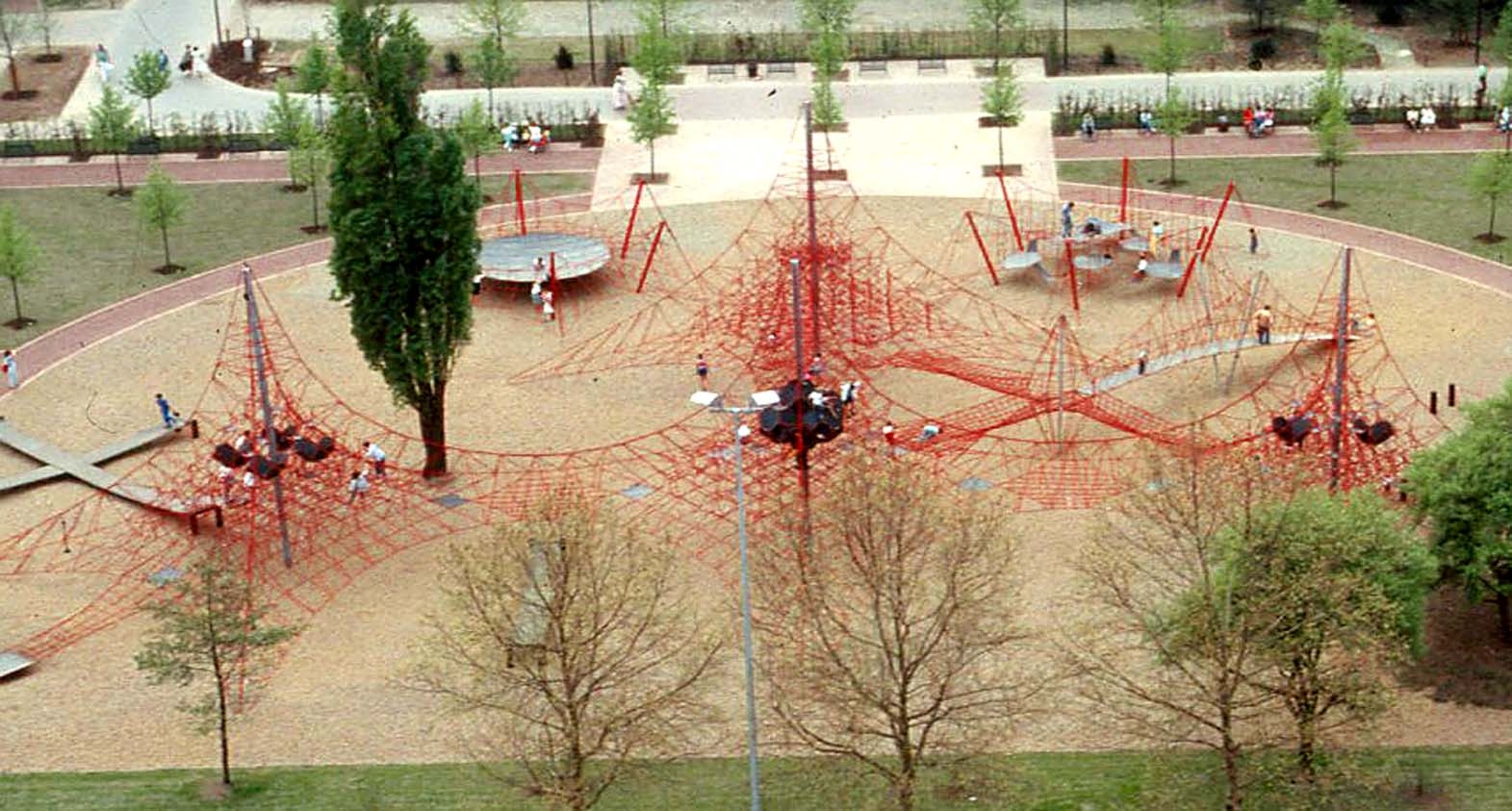
Super-Viermast-Seilzirkus

Der Volksgarten, als ältester Teil des Südparks, wurde 1893 als Parkanlage für die gesamte Bevölkerung im Süden der Stadt (zu der damals die südlichen Stadtteile wie Benrath noch nicht gehörten) geplant. Damit verfolgte Düsseldorf das Ziel, der Bevölkerung in den dicht besiedelten Stadtteilen nahe gelegene Erholungsräume anbieten zu können. Dafür erwarb die Stadt das Gelände aus dem Besitz einer Adelsfamilie und plante großzügig unter Einbeziehung des Stoffeler Friedhofs und des Grundwassersees. Der Baubeginn erfolgte im Jahr 1895.
Zwei Entwicklungsschübe gaben dem Südpark sein heutiges Aussehen und Gestalt. Die ursprüngliche Fläche des Volksgartens umfasste 27 Hektar, heute ist das der nordwestliche Teil des Südparks. Bis in die 1960er Jahre war das Gelände südlich des Volksgartens zu einer hässlichen Brachfläche verkommen, mit einer ehemaligen Kiesgrube, Schrottplätzen und unübersichtlichen Gärten. Im Jahr 1982 entstanden erste Zielvorstellungen für einen neuen Südpark und dass gleichzeitig der gesamte Grünraum mit Volksgarten, Friedhof Stoffeln, Kleingartenbereich und Grundwassersee einer Neuordnung bedurfte.
Nach der erfolgreichen Bewerbung zur Bundesgartenschau (BuGa) 1987 begann eine großflächige Sanierung nach Plänen der Planungsgruppe Südpark, in der unterschiedliche Landschaftsarchitekten mitwirkten, u. a. Gerd Aufmkolk, Rose Böke, Wolfgang R. Mueller und Horst Wagenfeld. Einige Einrichtungen wurden nach der Veranstaltung wieder entfernt. Im Jahr 2008 wurden noch einmal umfangreiche Pflegemaßnahmen im Südpark durchgeführt. Die Stadt Düsseldorf war zu diesem Zeitpunkt Teilnehmer im Wettbewerb Entente Florale Deutschland, den sie schließlich auch mit Auszeichnung gewinnen konnte. Im Bewerbungskonzept war auch der Südpark enthalten. Dieser sollte dabei den Umgang der Stadt mit öffentlichen Parkanlagen repräsentieren.

## Gestaltung

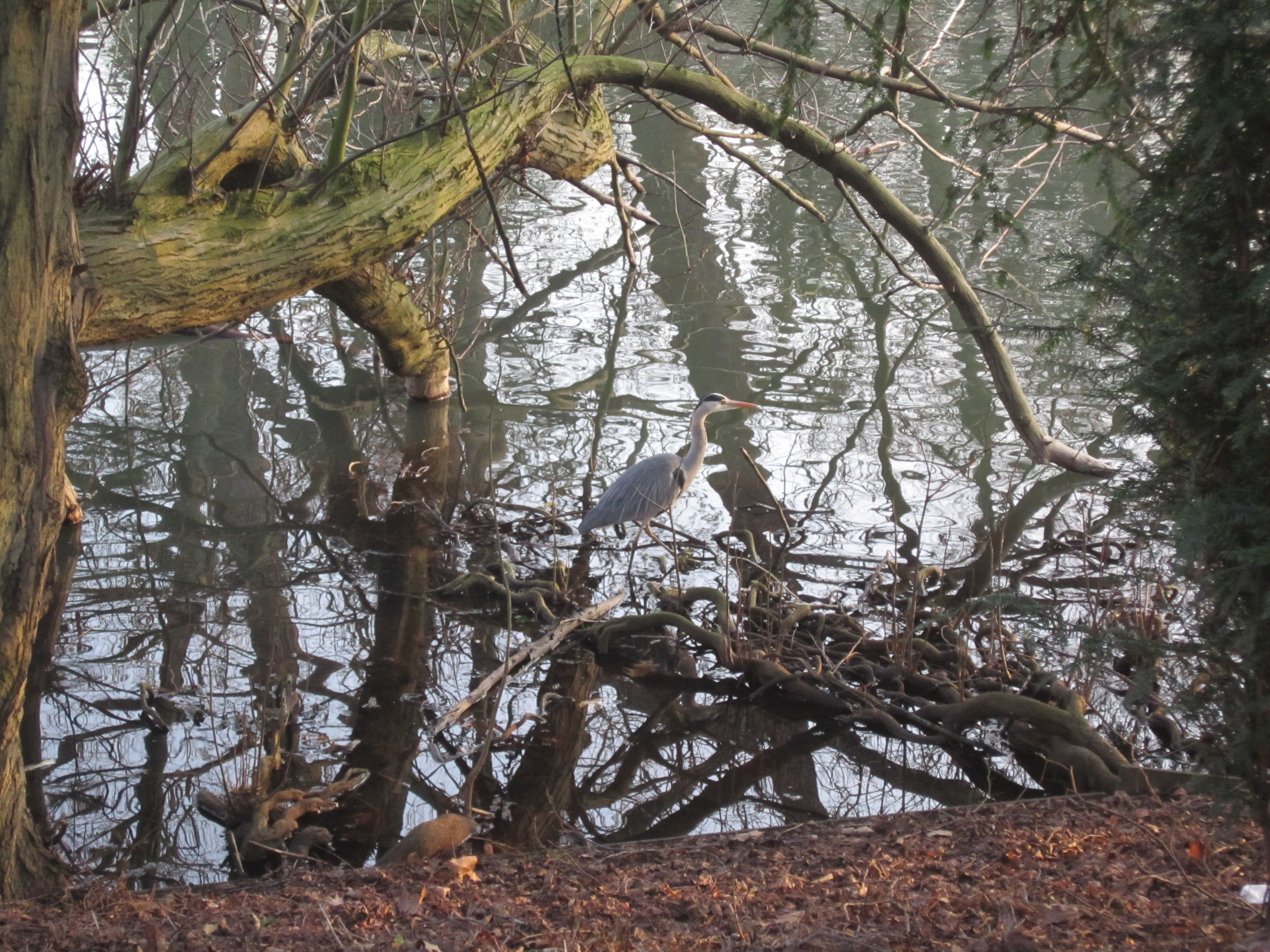
Graureiher im Volksgarten

Die 70 Hektar Fläche setzen sich zusammen aus drei Teilbereichen. Diese sind unterschiedlich gestaltet und bieten somit ein abwechslungsreiches Freiraumerlebnis. Der älteste und größte Teil, der Volksgarten, umfasst 27 Hektar. Südöstlich daran schließt das Gebiet In den Gärten mit einer Fläche von 20 Hektar an. Am südlichen Ende erstreckt sich über 23 Hektar das als Vor dem Deich bezeichnete Gebiet.
Kinder finden ausreichend Platz zum Spielen. Auf diversen großen Rasenflächen ist ein ruhiges Sporttreiben erlaubt. Der Park verfügt über den wohl bis heute weltgrößten Seilzirkus, entworfen von Conrad Roland, und zwei Wasserspielplätze. Der größere, Nähe Emmastraße, wurde kernsaniert und im Sommer 2019 wieder freigegeben. Am Westrand des Südparks befindet sich ein „liebevoll restaurierter“ ehemaliger Bauernhof – das Höfchen, ebenfalls eine Attraktion, nicht nur für die Kinder.
Ausgedehnte Beetanlagen beinhalten eine Vielzahl von Natur- und Zierpflanzen. Die in 90 Jahren kunstvoll als Illusion einer idealen Landschaft entwickelte Anlage umfasst Weiher mit freiliegenden Uferflächen, Alleen, dichtem Buschwerk und gewundenen Wegen mit überraschenden Ausblicken auf Baumgruppen.

## In den Gärten
Auf 20 Hektar reihen sich in der Gartenachse In den Gärten unterschiedliche Gartenthemen aneinander, die Anregungen für den eigenen Garten vermitteln sollen. Anschauung geben ein Duftgarten, ein Steingarten und kleine Teichlandschaften. Zusätzlich besteht der VHS-Biogarten, in dem ohne chemische Hilfsmittel gegärtnert wird.

## Vor dem Deich
Die Aussicht auf Vor dem Deich erinnert an niederrheinische Landschaften. Der ehemalige Baggersee wurde um drei künstliche Seen ergänzt. Er ist in Teilen Vogelschutzgebiet, auch die ursprünglich in Amerika beheimateten Tierarten Bisamratte und die Nutria haben sich hier inzwischen angesiedelt. An die Seenplatte schließt sich eine weite, je nach Jahreszeit unterschiedlich gefärbte Blumen- und Gräserwiese an.

## Kunst im Südpark

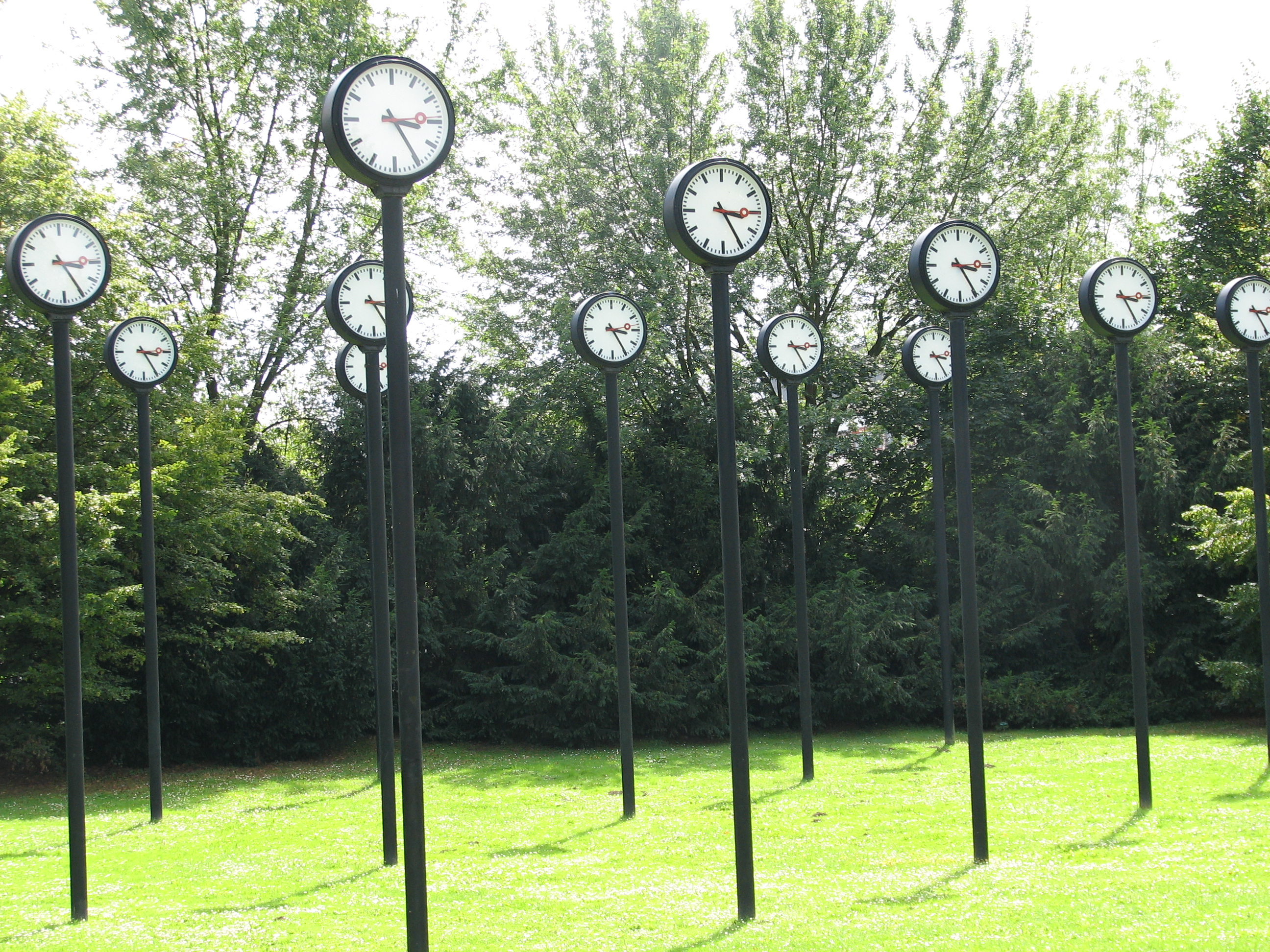
„Zeitfeld“ von Klaus Rinke vor dem Parkeingang Auf’m Hennekamp

Der Südpark beinhaltet sehr viele Skulpturen und andere Kunstwerke, von denen das bekannteste das Zeitfeld von Klaus Rinke aus dem Jahr 1986 im Eingangsbereich der ehemaligen Bundesgartenschau sein dürfte.
Im Bereich des Volksgartens stehen mehrere klassische Skulpturen, wie das Feuerbach-Denkmal aus dem endenden 19. Jahrhundert und das Reh mit Kitz von Johann Robert Korn aus dem Jahr 1955, aber auch die Große Sitzende von Hannelore Köhler aus dem Jahr 1977 befindet sich in diesem Parkteil.
Der neuere Teil des Südparks hingegen hat vorwiegend abstrakte Kunstwerke zu bieten. Hierbei fallen vor allem eine Vielzahl von Stelen und Brunnen auf, so z. B. der Brunnen von Wasa Marjanov oder die in den Weg integrierte Wasserharfe von Christian Megert. Abstrakt sind auch etwa die Lichtbilder von Christian Bauer oder die Masken von Dagmar Ojstersek-Mangone. Aber auch Gegenständliches wie die Riesenbuntstifte von Fritz Pietz finden sich im neueren Parkteil.
Eine Vielzahl von Kunstwerken fällt ohne Kenntnis kaum auf, z. B. die Große Giedion von Norbert Kricke, ein in der Wiese liegendes Band von Stahlrohren. Weitere Kunstwerke sind, neben anderen, die Wasserachse von Christian Megert und Wasa Marjanov, die farbigen Stahlelemente von Erwin Reusch, eine Stele von Ulrich Rückriem und das prominent am Eingang Werstener Straße stehende Tor aus Basaltlava von Erwin Heerich.
Die letzte Überformung fand im Rahmen der BuGa 1987 statt.
Zur heutigen Ausstattung des Südparks gehören:
- Themengärten, Heckengärten: Duftgarten, Irisgarten, Garten in Weiß, Steingarten etc.
- das Rhododendrontal
- Spielplätze (zwei Wasserspielplätze, großer Seilzirkus)
- Spiel- und Liegewiesen
- ein Streichelzoo
- Wasserbecken/Springbrunnen
- renaturierte Düssel, Grundwassersee und Teiche
- Kunstwerke
- Veranstaltungsflächen
- Gartenrestaurants
- ein Grillplatz
- der VHS-Biogarten

Ebenfalls auf dem Gelände befinden sich Einrichtungen der Sportvereine Schwarz Weiß 06 und der Turngemeinde von 1881 e. V.

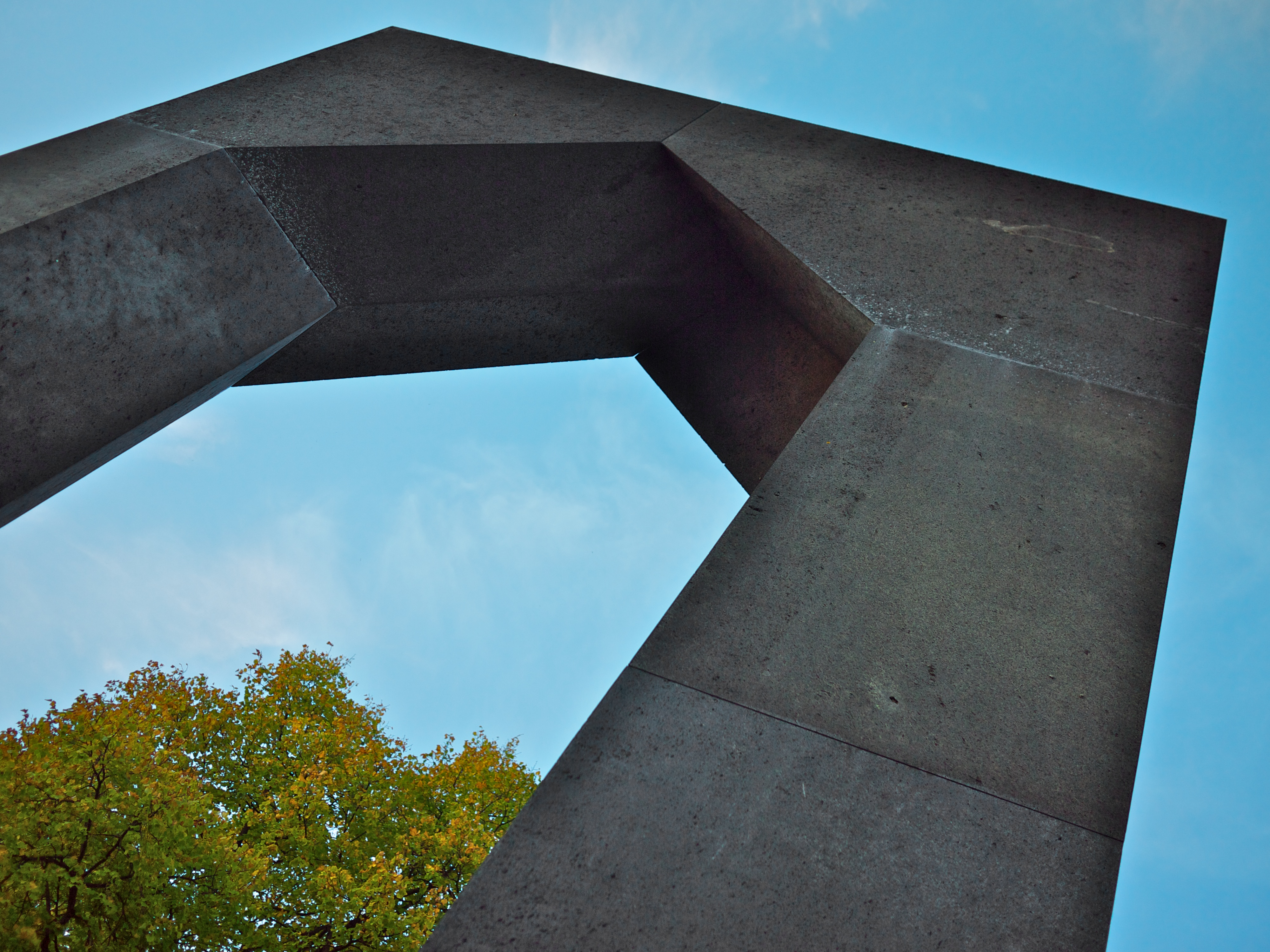
Tor (Erwin Heerich)
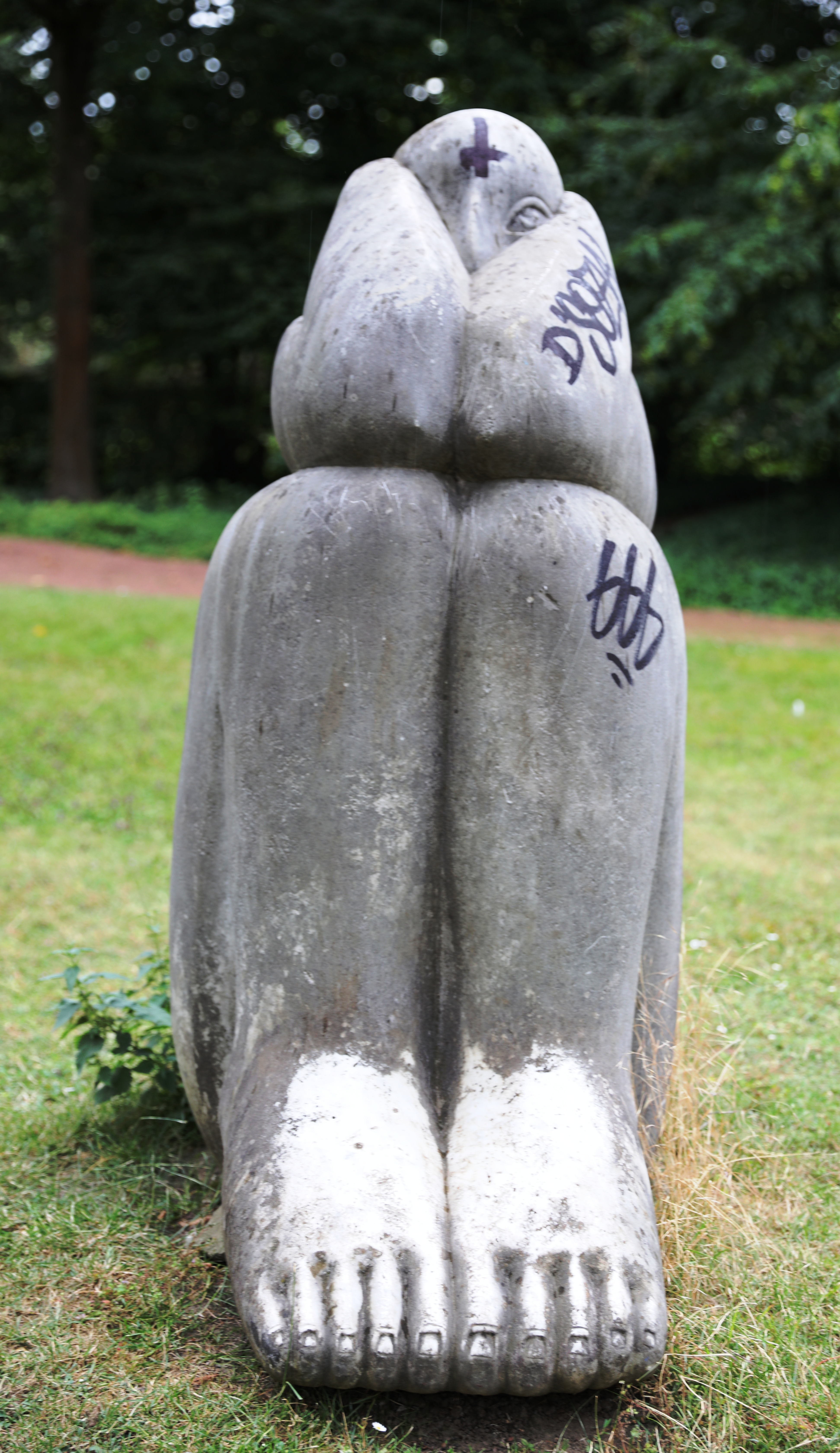
Sitzende
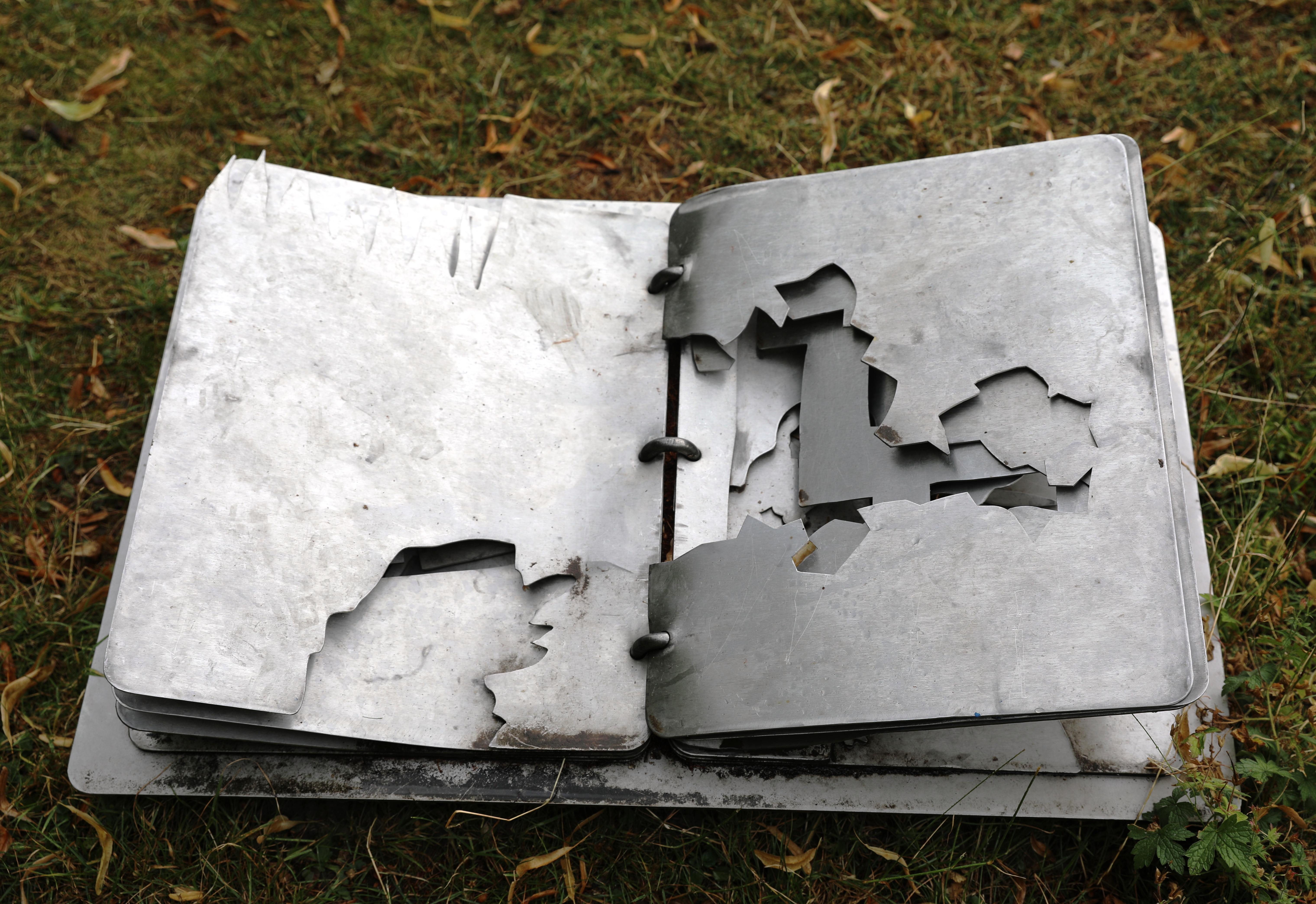
Metallenes Buch
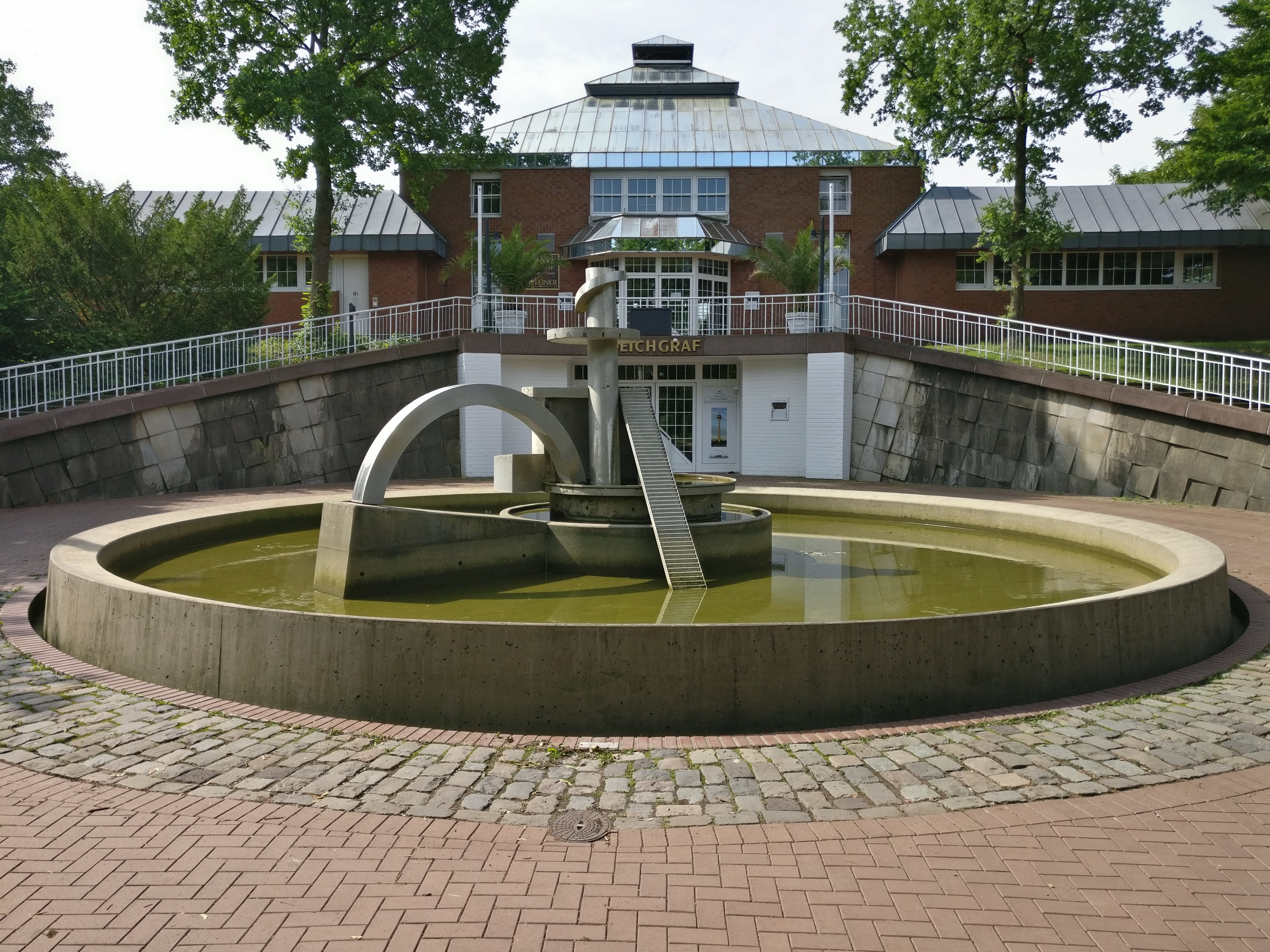
Siphon (Wasa Marjanow)
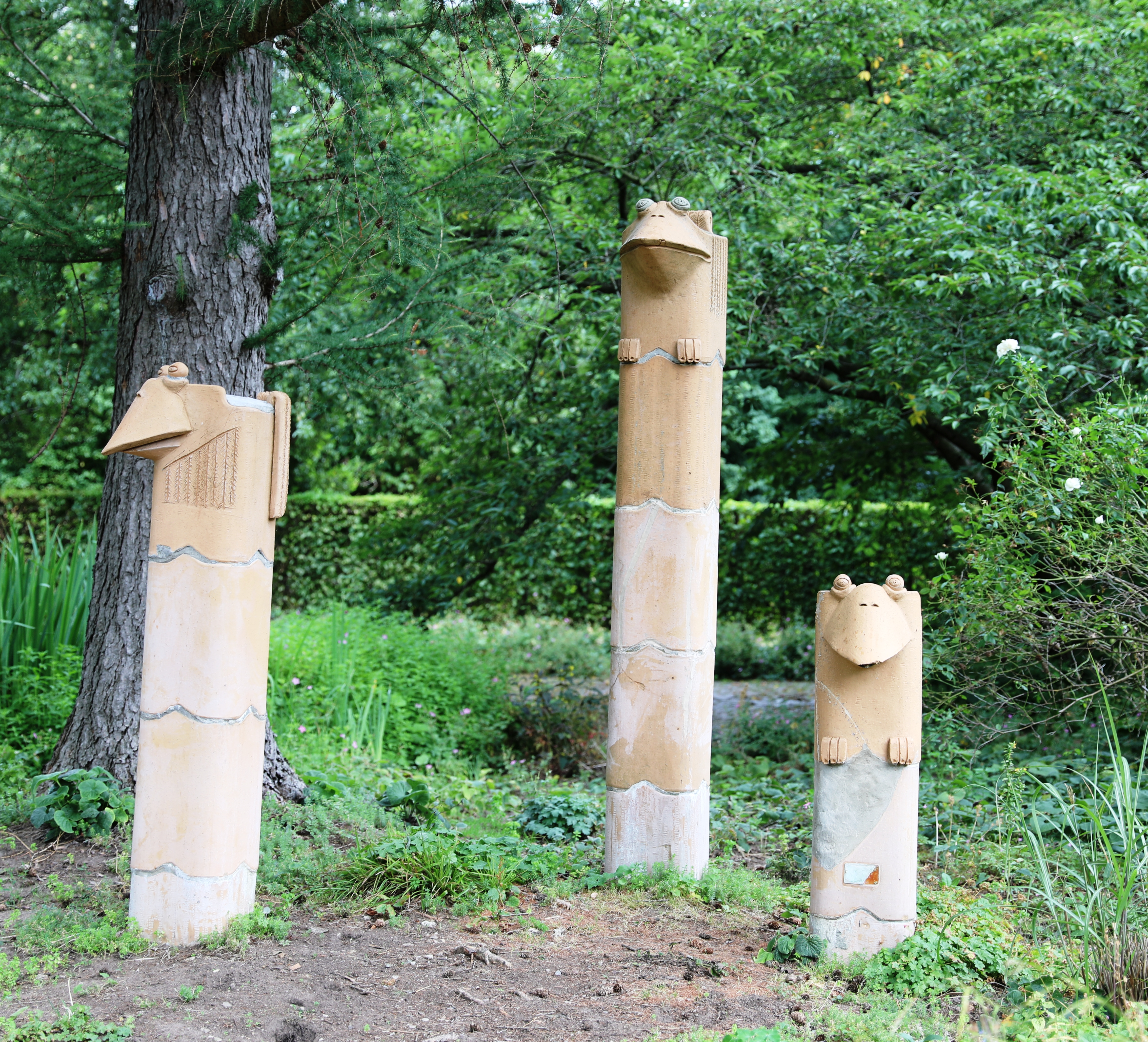
Drei Stelen

## Verkehrsanbindung
Die Parkanlage wird für den Autoverkehr über die beschriebenen Straßen erschlossen. Daneben besteht ein dichtes Angebot an Öffentlichen Verkehrsmitteln. So bedienen mehrere S-Bahnlinien und Straßenbahnlinien die im Norden gelegenen Stationen Volksgarten und Oberbilk. Daneben verkehren im Süden und Osten mehrere Stadtbahnlinien. Die Haltestelle Südpark wird zusätzlich von drei Stadtbahnlinien bedient.

## Weiterführende Informationen